# María Guerrero

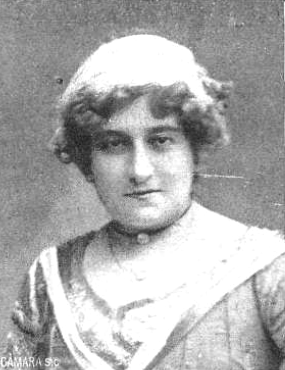
María Guerrero.

María Guerrero, född 17 april 1867 i Madrid, död där 23 januari 1928, var en spansk skådespelerska.
Guerrero utbildades av Benoît-Constant Coquelin och öppnade 1895 jämte sin far Teatro Español i Madrid, som hon senare ensam ledde. Hon spelade från 1898 med stor framgång bland annat i Paris och London och gjorde upprepade turnéer i Sydamerika. Med sitt av humor, fantasi och behag präglade spel väckte Guerrero sitt lands klassiska komedi till nytt liv och bar även i skådespelet upp sin ställning som det moderna Spaniens främsta skådespelerska. Guerrero var från 1896 gift med don Fernando Diaz de Mendoza, grand av Spanien, som 1897 med framgång debuterade som hennes motspelare.